# الدوري المولدوفي الوطني
الدوري المولدافي الوطني (بالمولدافية: Divizia Naţională) هي الدرجة الممتازة لكرة القدم في مولدوفا، ويشارك في الدوري الممتاز 12 نادي. وتم تأسيسه في عام 1992.